# Indianapolis Grand Prix 1951
Indianapolis Grand Prix 1951 var Indianapolis 500-loppet 1951 och det andra av åtta lopp ingående i formel 1-VM 1951.  

## Resultat
- 1 Lee Wallard, Murrell Belanger (Kurtis Kraft-Offenhauser), 8+1 poäng
- 2 Mike Nazaruk, Jim Robbins (Kurtis Kraft-Offenhauser), 6
- 3 Jack McGrath, Jack B Hinkle (Kurtis Kraft-Offenhauser)[1], 2
- = Manny Ayulo, Jack B Hinkle (Kurtis Kraft-Offenhauser) [1], 2
- 4 Andy Linden, George H Leitenberger (Sherman-Offenhauser), 3
- 5 Bobby Ball, John L McDaniel (Schroeder-Offenhauser), 2
- 6 Henry Banks, Lindsey Hopkins (Moore-Offenhauser)
- 7 Carl Forberg, Louis Rassey (Kurtis Kraft-Offenhauser)
- 8 Duane Carter, Rotary Engineering Corp (Deidt-Offenhauser)

### Förare som bröt loppet
- Tony Bettenhausen, Rotary Engineering Corp (Deidt-Offenhauser) (varv 178, snurrade av)
- Duke Nalon, Jean Marcenac (Kurtis Kraft-Novi) (151, bröt)
- Gene Force, Brown Motor Co (Kurtis Kraft-Offenhauser) (142, motor)
- Sam Hanks, Peter Schmidt (Kurtis Kraft-Offenhauser) (135, motor)
- Bill Schindler, H A Chapman (Kurtis Kraft-Offenhauser) (129, motor)
- Mauri Rose, Howard Keck Co (Deidt-Offenhauser) (126, olycka)
- Walt Faulkner, J C Agajanian (Kuzma-Offenhauser) (123, motor)
- Jimmy Davies, L E Parks (Pawl-Offenhauser) (110, drivaxel)
- Fred Agabashian, Grancor Auto Specialists (Kurtis Kraft-Offenhauser) (109, koppling)
- Carl Scarborough, Lee Elkins (Kurtis Kraft-Offenhauser) (100, drivaxel)
- Bill Mackey, Karl Hall (Hall-Offenhauser) (97, koppling)
- Chuck Stevenson, Carl Marchese (Marchese-Offenhauser) (93, brand)
- Johnnie Parsons, Ed Walsh (Kurtis Kraft-Offenhauser) (87, tändfördelare)
- Cecil Green, M A Walker (Kurtis Kraft-Offenhauser) (80, motor)
- Troy Ruttman, J C Agajanian (Kurtis Kraft-Offenhauser) (78, motor)
- Duke Dinsmore, Brown Motor Co (Schroeder-Offenhauser) (73, överhettning)
- Chet Miller, Jean Marcenac (Kurtis Kraft-Novi) (56, tändning)
- Walt Brown, Federal Engineering Association (Kurtis Kraft-Offenhauser) (55, tändfördelare)
- Rodger Ward, Bruce Bromme (Bromme-Offenhauser) (34, oljerör)
- Cliff Griffith, Ludson D Morris (Kurtis Kraft-Offenhauser) (30, drivaxel)
- Bill Vukovich, Pete Salemi (Trevis-Offenhauser) (29, oljeläcka)
- George Connor, Lou Moore (Lesovsky-Offenhauser) (29, transmission)
- Mack Hellings, C G Tuffanelli & J Derrico (Deidt-Offenhauser) (18, motor)
- Johnny McDowell, Maserati Race Cars (Maserati-Offenhauser) (15, bränsleläcka)
- Joe James, Bob Estes (Watson-Offenhauser) (8, transmission)